# Une vie ou l'autre
Pour plus de détails, voir Fiche technique et Distribution.
Une vie ou l'autre (Look Both Ways) est un film américain réalisé par Wanuri Kahiu, sorti en 2022.

## Synopsis
La vie de Natalie se scinde en deux réalités. Dans une réalité, elle tombe enceinte et reste dans sa ville natale. Dans l'autre, elle part à Los Angeles suivre la carrière de ses rêves.

## Fiche technique
- Titre : Une vie ou l'autre
- Titre original : Look Both Ways
- Réalisation : Wanuri Kahiu
- Scénario : April Prosser
- Musique : Drum & Lace et Ian Hultquist
- Photographie : Alan Caudillo
- Montage : Brad Leach
- Production : Jessica Malanaphy, Eric Newman et Bryan Unkeless
- Société de production : Catchlight Studios, Screen Arcade et Small Victory Productions
- Pays :  États-Unis
- Genre : Romance, comédie dramatique et fantastique
- Durée : 110 minutes
- Dates de sortie : 
  - Netflix : 17 août 2022

## Distribution
- Lili Reinhart : Natalie
- Danny Ramirez : Gabe
- Aisha Dee : Cara
- Jaden Tyreece Tolliver : Partier
- Andrea Savage : Tina
- Luke Wilson : Rick
- David Corenswet : Jake
- Sarah J. Bartholomew : Hannah
- Nia Long : Lucy
- E. A. Castillo : Shay
- Shannon McGrann : OBGYN
- Sahara Ale : Eliza / Jorts
- Amanda Knapic : Miranda
- Jacqueline Seaman : Rosie
- Francine Seaman : Rosie
- Ashlyn Anderson Gomez : Nicole

## Accueil
Le film a reçu un accueil mitigé de la critique. Il obtient un score moyen de 49 % sur Metacritic.